# 特拉凡哥尔
特拉凡哥尔（英語：Travancore；馬拉雅拉姆語： തിരുവിതാംകൂര്‍，tiruvitāṁkūr）也作特拉万科尔、特拉凡科、特拉汶哥，是南印度的一个印度教王国和土邦，统治今印度喀拉拉邦和泰米尔纳德邦南部地区。該国最初是从维纳德王国分离出来，成立后不久在不列颠东印度公司的帮助下打败荷兰东印度公司。之后成为英国的附庸国，保持一定的独立性。1947年并入印度。